# Гимн Закарпатской области
Гимн Закарпатской области (укр. Гімн Закарпатської області) — официальная песня, являющаяся одним из символов Закарпатской области Украины. В данный момент гимн де-юре и де-факто не утверждён.

## Попытки принятия гимна
Попытка утверждения официального гимна была осуществлена 22 декабря 2009 без предварительного обсуждения в комиссиях с подачи депутата Евгения Жупана. Закарпатский областной совет утвердил гимном стихотворение Александра Духновича «Подкарпатские русины» на музыку лидера карпатских русских фашистов Стефана Фенцика в обработке М. Керецмана За принятие гимна высказали 46 депутатов из присутствовавших 76 на сессии, что являлось достаточным. Однако ещё раньше на 26-й сессии депутаты де-факто утвердили гимном стихотворение Василия Гренджи-Донского «Тобі, рідний краю» (с укр. Тебе, родной край).
Решение, принятое на 26-й сессии, противоречило заявлению о принятии гимна от 22 декабря, да и сама процедура утверждения песни «Тобі, рідний краю» проводилась с нарушением регламента. Всё это привело к серьёзному скандалу как в области, так и во всей стране — в некоторых политических партиях даже заговорили о росте сепаратистских настроений в Закарпатье. В итоге ни один из вариантов так и не был утверждён.

## Варианты гимна

### Подкарпатские русины
Подкарпатские русины,

Оставте глубокий сон.

Народный голос зовет вас:

Не забудьте о своем!

Наш народ любимый

да будет свободный

От него да отдалится

неприятелей буря

да посетит справедливост

уж и русское племя!

Желание руских вождь:

Руский да живет народ!

Просим Бога Вышняго

да поддержит рускаго

и даст века лучшаго!

### Тобі, рідний краю
Тобі, рідний краю, і честь, і любов,

хай вітер гуде пісню волі.

За тисячу років і сльози, і кров

народ твій пролив у неволі.

Він мужньо стояв у тяжкій боротьбі

за волю, за рідну державу,

був вірним до смерті, мій краю, тобі

за правду, за честь і за славу.

У вільній Вкраїні народ наш воскрес!

Нам єдності прапор тримати,

щоб сонце свободи світило з небес

на наші зелені Карпати.